# Puchar Świata w short tracku 2011/2012
Puchar Świata w short tracku 2011/2012 była to 15. edycja zawodów w short tracku. Zawodnicy podczas tego sezonu wystąpili w sześciu zawodach tego cyklu rozgrywek. Rywalizacja rozpoczęła się w Salt Lake City 22 października 2011 roku, a zakończyła w Heerenveen 12 lutego 2012 roku.

## Kalendarz Pucharu Świata

### Mężczyźni
| Lp.                                          | Miejscowość    | Data                 | Konkurencja           | 1 miejsce               | 2 miejsce          | 3 miejsce               |
| -------------------------------------------- | -------------- | -------------------- | --------------------- | ----------------------- | ------------------ | ----------------------- |
| 1. PŚ                                        | Salt Lake City | 22 października 2011 | 500 metrów            | Jon Eley                | Charles Hamelin    | Jevgeni Kozoelin        |
| 1. PŚ                                        | Salt Lake City | 22 października 2011 | 1500 metrów (1)       | Charles Hamelin         | Lee Ho-suk         | Lee Jung-su             |
| 1. PŚ                                        | Salt Lake City | 23 października 2011 | 1000 metrów           | Kwak Yoon-gy            | Noh Jin-kyu        | François-Louis Tremblay |
| 1. PŚ                                        | Salt Lake City | 23 października 2011 | 1500 metrów (2)       | Noh Jin-kyu             | Kwak Yoon-gy       | John Robert Celski      |
| 1. PŚ                                        | Salt Lake City | 23 października 2011 | 5000 metrów drużynowo | Kanada                  | Wielka Brytania    | Korea Południowa        |
| 2. PŚ                                        | Saguenay       | 29 października 2011 | 500 metrów (1)        | Olivier Jean            | Charles Hamelin    | Wladimir Grigorjew      |
| 2. PŚ                                        | Saguenay       | 29 października 2011 | 1500 metrów           | Noh Jin-kyu             | Kwak Yoon-gy       | Yuzo Takamido           |
| 2. PŚ                                        | Saguenay       | 30 października 2011 | 500 metrów (2)        | François-Louis Tremblay | Guillaume Bastille | Liang Wenhao            |
| 2. PŚ                                        | Saguenay       | 30 października 2011 | 1000 metrów           | Charles Hamelin         | Michael Gilday     | Olivier Jean            |
| 2. PŚ                                        | Saguenay       | 30 października 2011 | 5000 metrów drużynowo | Korea Południowa        | Rosja              | Kanada                  |
| 3. PŚ                                        | Nagoja         | 3 grudnia 2011       | 1000 metrów (1)       | Kwak Yoon-gy            | J.R.Celski         | Seo Yi-ra               |
| 3. PŚ                                        | Nagoja         | 3 grudnia 2011       | 1500 metrów           | Noh Jin-kyu             | Lee Ho-suk         | Charle Cournoyer        |
| 3. PŚ                                        | Nagoja         | 4 grudnia 2011       | 500 metrów            | Olivier Jean            | Liang Wenhao       | Gong Qiuwen             |
| 3. PŚ                                        | Nagoja         | 4 grudnia 2011       | 1000 metrów (2)       | Charles Hamelin         | Kwak Yoon-gy       | Michael Gilday          |
| 3. PŚ                                        | Nagoja         | 5 grudnia 2011       | 5000 metrów drużynowo | Chiny                   | Rosja              | Japonia                 |
| 4. PŚ                                        | Szanghaj       | 10 grudnia 2011      | 500 metrów            | Olivier Jean            | Gong Qiuwen        | Daan Breeuwsma          |
| 4. PŚ                                        | Szanghaj       | 10 grudnia 2011      | 1000 metrów           | Kwak Yoon-gy            | Olivier Jean       | Noh Jin-kyu             |
| 4. PŚ                                        | Szanghaj       | 11 grudnia 2011      | 1500 metrów           | Noh Jin-kyu             | Charles Hamelin    | Kwak Yoon-gy            |
| 4. PŚ                                        | Szanghaj       | 11 grudnia 2011      | 500 metrów (2)        | Charles Hamelin         | Jon Eley           | Liang Wenhao            |
| 4. PŚ                                        | Szanghaj       | 11 grudnia 2011      | 5000 metrów drużynowo | Chiny                   | Kanada             | Wielka Brytania         |
| 16. Mistrzostwa Europy 2012 – Mladá Boleslav |                |                      |                       |                         |                    |                         |
| 5. PŚ                                        | Moskwa         | 4 lutego 2012        | 1000 metrów           | Kwak Yoon-gy            | Noh Jin-kyu        | Liang Wenhao            |
| 5. PŚ                                        | Moskwa         | 4 lutego 2012        | 1500 metrów (1)       | Lee Jung-su             | John-Henry Krueger | Lee Ho-suk              |
| 5. PŚ                                        | Moskwa         | 5 lutego 2012        | 500 metrów            | Olivier Jean            | Liam McFarlane     | Charles Hamelin         |
| 5. PŚ                                        | Moskwa         | 5 lutego 2012        | 1500 metrów (2)       | Noh Jin-kyu             | Sin Da-woon        | J.R. Celski             |
| 5. PŚ                                        | Moskwa         | 5 lutego 2012        | 5000 metrów drużynowo | Kanada                  | Korea Południowa   | Chiny                   |
| 6. PŚ                                        | Heerenveen     | 11 lutego 2012       | 1000 metrów (1)       | Guillaume Bastille      | Sjinkie Knegt      | Niels Kerstholt         |
| 6. PŚ                                        | Heerenveen     | 11 lutego 2012       | 500 metrów            | Simon Cho               | Kwak Yoon-gy       | Francois Louis-Tremblay |
| 6. PŚ                                        | Heerenveen     | 12 lutego 2012       | 1000 metrów (2)       | Noh Jin-kyu             | Olivier Jean       | J.R. Celski             |
| 6. PŚ                                        | Heerenveen     | 12 lutego 2012       | 1500 metrów           | Noh Jin-kyu             | Sin Da-woon        | Semen Elistratov        |
| 6. PŚ                                        | Heerenveen     | 12 lutego 2012       | 5000 metrów drużynowo | Holandia                | Kanada             | Korea Południowa        |
| 37. Mistrzostwa Świata 2012 – Szanghaj       |                |                      |                       |                         |                    |                         |

#### Klasyfikacje
| Lp. | Zawodnik        | Punkty |
| --- | --------------- | ------ |
| 1.  | Olivier Jean    | 4000   |
| 2.  | Charles Hamelin | 3240   |
| 3.  | Liang Wenhao    | 2970   |
| 4.  | Gong Qiuwen     | 2798   |
| 5.  | Jon Eley        | 2719   |

| Lp. | Zawodnik        | Punkty |
| --- | --------------- | ------ |
| 1.  | Kwak Yoon-gy    | 5312   |
| 2.  | Noh Jin-kyu     | 3896   |
| 3.  | Olivier Jean    | 3264   |
| 4.  | Charles Hamelin | 2000   |
| 5.  | J.R. Celski     | 1996   |

| Lp. | Zawodnik        | Punkty |
| --- | --------------- | ------ |
| 1.  | Noh Jin-kyu     | 6000   |
| 2.  | Sin Da-woon     | 3280   |
| 3.  | Kwak Yoon-gy    | 2978   |
| 4.  | Lee Ho-suk      | 2240   |
| 5.  | Charles Hamelin | 2088   |

| Lp. | Zawodnik         | Punkty |
| --- | ---------------- | ------ |
| 1.  | Kanada           | 3600   |
| 2.  | Korea Południowa | 3080   |
| 3.  | Chiny            | 2968   |
| 4.  | Rosja            | 2522   |
| 5.  | Wielka Brytania  | 2362   |

### Kobiety
| Lp.                                          | Miejscowość    | Data                 | Konkurencja           | 1 miejsce          | 2 miejsce          | 3 miejsce         |
| -------------------------------------------- | -------------- | -------------------- | --------------------- | ------------------ | ------------------ | ----------------- |
| 1. PŚ                                        | Salt Lake City | 22 października 2011 | 500 metrów            | Marianne St-Gelais | Martina Valcepina  | Jessica Smith     |
| 1. PŚ                                        | Salt Lake City | 22 października 2011 | 1500 metrów (1)       | Katherine Reutter  | Valérie Maltais    | Lee Eun-byul      |
| 1. PŚ                                        | Salt Lake City | 23 października 2011 | 1000 metrów           | Yui Sakai          | Lana Gehring       | Alyson Dudek      |
| 1. PŚ                                        | Salt Lake City | 23 października 2011 | 1500 metrów (2)       | Katherine Reutter  | Lee Eun-byul       | Li Jianrou        |
| 1. PŚ                                        | Salt Lake City | 23 października 2011 | 3000 metrów drużynowo | Chiny              | Korea Południowa   | Rosja             |
| 2. PŚ                                        | Saguenay       | 29 października 2011 | 500 metrów (1)        | Marianne St-Gelais | Martina Valcepina  | Liu Qiuhong       |
| 2. PŚ                                        | Saguenay       | 29 października 2011 | 1500 metrów           | Arianna Fontana    | Lee Eun-byul       | Cho Ha-ri         |
| 2. PŚ                                        | Saguenay       | 30 października 2011 | 500 metrów (2)        | Arianna Fontana    | Martina Valcepina  | Liu Qiuhong       |
| 2. PŚ                                        | Saguenay       | 30 października 2011 | 1000 metrów           | Marianne St-Gelais | Elise Christie     | Cho Ha-ri         |
| 2. PŚ                                        | Saguenay       | 30 października 2011 | 3000 metrów drużynowo | Chiny              | Kanada             | Japonia           |
| 3. PŚ                                        | Nagoja         | 3 grudnia 2011       | 1000 metrów (1)       | Yui Sakai          | Elise Christie     | Katherine Reutter |
| 3. PŚ                                        | Nagoja         | 3 grudnia 2011       | 1500 metrów           | Arianna Fontana    | Cho Ha-ri          | Lana Gehring      |
| 3. PŚ                                        | Nagoja         | 4 grudnia 2011       | 500 metrów            | Arianna Fontana    | Yui Sakai          | Martina Valcepina |
| 3. PŚ                                        | Nagoja         | 4 grudnia 2011       | 1000 metrów (2)       | Li Jianrou         | Lin Meng           | Xiao Han          |
| 3. PŚ                                        | Nagoja         | 5 grudnia 2011       | 3000 metrów drużynowo | Włochy             | Japonia            | Chiny             |
| 4. PŚ                                        | Szanghaj       | 10 grudnia 2011      | 500 metrów            | Fan Kexin          | Liu Qiuhong        | Jessica Smith     |
| 4. PŚ                                        | Szanghaj       | 10 grudnia 2011      | 1000 metrów           | Katherine Reutter  | Li Jianrou         | Yui Sakai         |
| 4. PŚ                                        | Szanghaj       | 11 grudnia 2011      | 1500 metrów           | Cho Ha-ri          | Katherine Reutter  | Xiao Han          |
| 4. PŚ                                        | Szanghaj       | 11 grudnia 2011      | 500 metrów (2)        | Arianna Fontana    | Liu Qiuhong        | Fan Kexin         |
| 4. PŚ                                        | Szanghaj       | 11 grudnia 2011      | 3000 metrów drużynowo | Chiny              | Stany Zjednoczone  | Japonia           |
| 16. Mistrzostwa Europy 2012 – Mladá Boleslav |                |                      |                       |                    |                    |                   |
| 5. PŚ                                        | Moskwa         | 4 lutego 2012        | 1000 metrów           | Elise Christie     | Liu Qiuhong        | Yui Sakai         |
| 5. PŚ                                        | Moskwa         | 4 lutego 2012        | 1500 metrów (1)       | Cho Ha-ri          | Lee Eun-byul       | Valerie Maltais   |
| 5. PŚ                                        | Moskwa         | 5 lutego 2012        | 500 metrów            | Fan Kexin          | Arianna Fontana    | Liu Qiuhong       |
| 5. PŚ                                        | Moskwa         | 5 lutego 2012        | 1500 metrów (2)       | Lee Eun-byul       | Cho Ha-ri          | Lana Gehring      |
| 5. PŚ                                        | Moskwa         | 5 lutego 2012        | 3000 metrów drużynowo | Chiny              | Stany Zjednoczone  | Holandia          |
| 6. PŚ                                        | Heerenveen     | 11 lutego 2012       | 500 metrów            | Arianna Fontana    | Marianne St-Gelais | Martina Valcepina |
| 6. PŚ                                        | Heerenveen     | 11 lutego 2012       | 1000 metrów (1)       | Marianne St-Gelais | Jorien Ter Mors    | Liu Qiuhong       |
| 6. PŚ                                        | Heerenveen     | 12 lutego 2012       | 1000 metrów (2)       | Lana Gehring       | Marie-Ève Drolet   | Li Jianrou        |
| 6. PŚ                                        | Heerenveen     | 12 lutego 2012       | 1500 metrów           | Lana Gehring       | Cho Ha-ri          | Fan Kexin         |
| 6. PŚ                                        | Heerenveen     | 12 lutego 2012       | 3000 metrów drużynowo | Chiny              | Stany Zjednoczone  | Japonia           |
| 37. Mistrzostwa Świata 2012 – Szanghaj       |                |                      |                       |                    |                    |                   |

#### Klasyfikacje
| Lp. | Zawodnik           | Punkty |
| --- | ------------------ | ------ |
| 1.  | Arianna Fontana    | 4800   |
| 2.  | Martina Valcepina  | 3942   |
| 3.  | Liu Qiuhong        | 3930   |
| 4.  | Fan Kexin          | 3690   |
| 5.  | Marianne St-Gelais | 3312   |

| Lp. | Zawodnik           | Punkty |
| --- | ------------------ | ------ |
| 1.  | Yui Sakai          | 4202   |
| 2.  | Li Jianrou         | 3312   |
| 3.  | Elise Christie     | 3230   |
| 4.  | Lana Gehring       | 3152   |
| 5.  | Marianne St-Gelais | 2169   |

| Lp. | Zawodnik          | Punkty |
| --- | ----------------- | ------ |
| 1.  | Cho Ha-ri         | 5040   |
| 2.  | Lee Eun-byul      | 4302   |
| 3.  | Lana Gehring      | 2952   |
| 4.  | Katherine Reutter | 2800   |
| 5.  | Valerie Maltais   | 2632   |

| Lp. | Zawodnik          | Punkty |
| --- | ----------------- | ------ |
| 1.  | Chiny             | 4000   |
| 2.  | Stany Zjednoczone | 2810   |
| 3.  | Japonia           | 2720   |
| 4.  | Włochy            | 2230   |
| 5.  | Kanada            | 2086   |